# Kettősmező
Kettősmező település Romániában, Szilágy megyében.

## Fekvése
Szilágy megyében, Zsibótól délre, a Meszes-hegység keleti oldalán, az Almás vizének nyugati partja mellett, Szamosőrmező és Almásbalázsháza között fekszik.

## Története

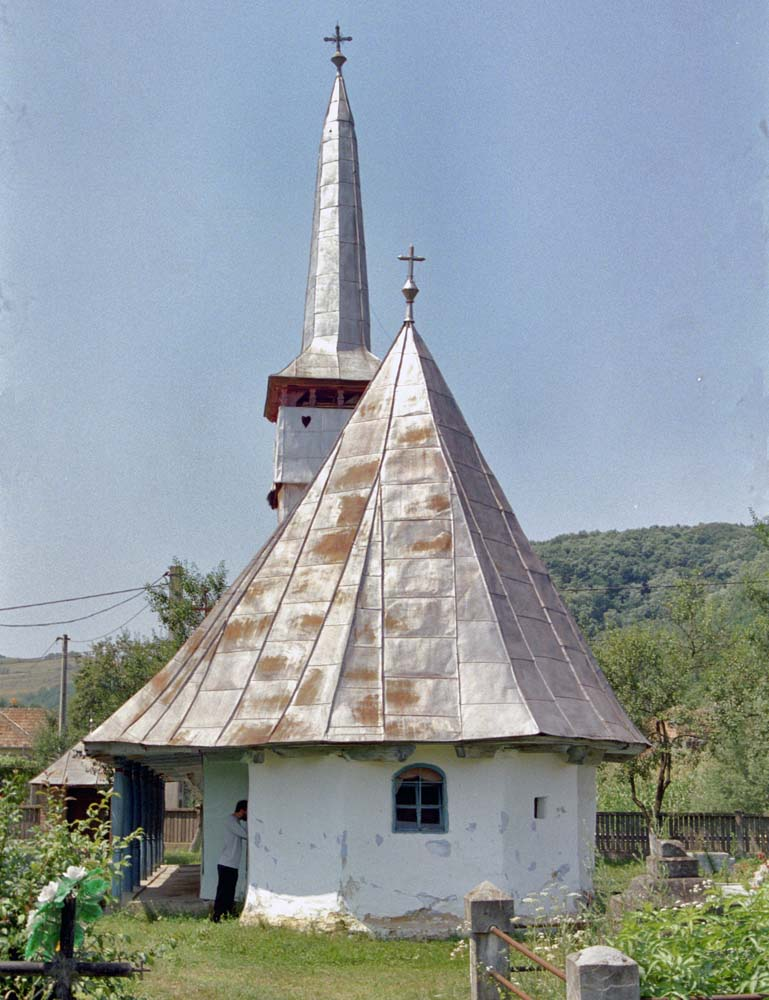

Kettősmező nevét az oklevelek 1350-ben említették először Kettesusmezeu néven.
1560-ban Kettewsmezew, 1603-ban Ketteosmezeo, 1721-ben Kettős-Mező néven írták nevét. A település 1560-ban Almás-vára, 1603-ban Nagy-Almás tartozéka volt. 1350-ben Brassa Jakab birtokai közé tartozott. 
1560-ig Bebek Ferenc birtoka volt, akitől azt hűtlenség miatt elvették és Báthory Kristófot és nejét iktatták be a birtokba. 1630-ban Brandenburgi Katalin Kettősmező egyik birtokrészét özvegy Zakariás Istvánné Básti Annának adta. 
Az 1722-ben végzett összeíráskor 5 jobbágyot, 10 zsellért, 5 bujdosót, 1 özvegyet és 3 udvari szolgát írtak össze a helységből. 1733-ban Kettősmezőn 30 oláh család, 1750-ben 200 görögkatolikus lakos élt a településen. 1837-ben 1016 lakosa volt, valamennyien görögkeleti vallásúak.
1890-ben 1185 lakosa volt, melyből 13 magyar, 19 német, 1152 oláh, egyéb nyelvű 1, ebből római katolikus 1, görögkatolikus 1149, evangélikus 3, református 4, izraelita 21. A házak száma 247 volt. Kettősmező Monastrie nevű dűlőjében a néprege szerint a tatárjárás idején egy kis kápolna állt, mellette egy kőépülettel, melyben szerzetes lakott. A régi kápolna nyomai a 20. század elején még láthatók voltak, s az akkor ültetett diófaliget fáiból egy-egy még az 1900-as évek elején is élt. A kápolna helyét a lakosság vallásosságból nem szokta felszántani. E tájékon sírhalmok nyomai is kerültek már elő a földből.
A község határában fekvő Csetaczjá (váracska) nevű részen levő kőszirt, a Mnyiszenyicza és a Sánczul luj Rákolcza (Rákóczi sánca) Rákóczi emlékével van összefüggésben.
Kettősmező a trianoni békeszerződés előtt Szilágy vármegye Zsibói járásához tartozott.

## Nevezetességek
- Görögkeleti fatemploma.